# Ioan Hora
Adrian Ioan Hora (* 21. August 1988 in Oradea, Kreis Bihor) ist ein rumänischer Fußballspieler.

## Karriere

### Verein
Ioan Hora begann seine Karriere im Jahr 2005 bei UTA Arad, das seinerzeit in der Divizia B spielte. Obwohl der Klub am Saisonende abgestiegen war, spielte er in der folgenden Spielzeit dennoch in der Liga 1, da der Klub die Lizenz von Liberty Salonta gekauft hatte. Am 10. September 2006 kam er zu seinem ersten Einsatz im Oberhaus.
Nach dem Abstieg von UTA am Ende der Saison 2008/09 wechselte Hora zum Ligakonkurrenten Gloria Bistrița. Nach zwei Jahren nahm ihn im Sommer 2010 der amtierende Meister CFR Cluj unter Vertrag. Dort konnte er sich unter Trainer Alin Minteuan einen Stammplatz erkämpfen, schloss mit dem Klub die Spielzeit 2010/11 jedoch nur auf einem Platz im Mittelfeld ab. In der darauffolgenden Saison gewann er mit der Meisterschaft 2012 seinen ersten Titel.
In der Rückrunde der Saison 2013/14 wurde Hora an Zweitligist ASA Târgu Mureș ausgeliehen. Nach dem Aufstieg von ASA wurde dieses Leihgeschäft um ein Jahr bis Sommer 2015 verlängert.
Zur Saison 2016/17 wurde er vom türkischen Erstligisten Konyaspor verpflichtet und erhielt hier einen Profivertrag. Mit diesem Verein wurde er Türkischer Pokal- und Türkischer Supercup-Sieger. Mitte August wechselte er innerhalb der Süper Lig zu Akhisar Belediyespor. Von diesem wurde er für die Rückrunde der Saison 2017/18 an den Zweitligisten Elazığspor ausgeliehen und im Sommer 2018 freigestellt.

### Nationalmannschaft
Am 14. November 2009 absolvierte Hora beim 4:1-Sieg über Lettland sein erstes Spiel für die rumänische U-21. Bisher bestritt er fünf Spiele und schoss drei Tore.
Im März 2016 gab er in einem Testspiel gegen die Litauen sein Denüt für die rumänische Nationalmannschaft.

## Erfolge

### Verein
CFR Cluj
- Rumänischer Meister: 2011/12
- Rumänischer Superpokalsieger: 2010

Konyaspor
- Türkischer Pokalsieger: 2016/17
- Türkischer Supercup-Sieger: 2017

### Auszeichnungen
- Torschützenkönig der Liga 1: 2015/16 (19 Tore)